# Joan Payrà
Joan Payrà (Perpinyà, 16 de febrer de 1882 - París, 29 de maig de 1937) fou un polític socialista nord-català, diputat a l'Assemblea Nacional Francesa durant la Tercera República Francesa.

## Biografia
Era fill d'un petit comerciant corredor de vins, el 1903 es va adherir al Partit Socialista Francès de Jean Jaurès i el 1905 fou membre de la Secció Francesa de la Internacional Obrera (SFIO) i redactor de Le Socialiste i La République, on fou considerat un excel·lent propagandista. Formà part de l'ala dreta del partit i el 1916 adoptà posicions pacifistes.
Partidari d'una aliança amb els radicals, va imposar una llista comuna amb el Partit Radical a les eleccions legislatives de novembre de 1919, però no fou elegit. A les eleccions municipals, però, va tenir més sort i fou elegit primer adjunt de l'alcalde de Perpinyà en una llista comuna de socialistes i radicals.
Va fundar el periòdic Le Cri Catalan (després del 1936, Le Cri Socialiste). L'activitat com a esportista i dirigent esportiu (fundador de la USAP) li donà una considerable popularitat. Després del Congrés de Tours es va mantenir en la SFIO i fou elegit diputat de l'Assemblea Nacional francesa des del 1924 (per les llistes de l'SFIO-Cartel des Gauches), hi renuncià l'octubre del 1935, per poder presentar-se al Senat (fou senador des d'octubre del 1935 fins a la mort).
Fou conseller general de Prats de Molló (1925-31), de Perpinyà Oriental (1931-37), president del Consell General de Pirineus Orientals (1931-37) i alcalde de Perpinyà (1935-37). Des d'aquests càrrecs es preocupà sobretot per la política referent a la viticultura.